# Ngô Đình Cẩn
Ngô Đình Cẩn (1911 – 9 tháng 5 năm 1964), biệt hiệu Hắc Long, là em trai của Ngô Đình Diệm, tổng thống đầu tiên của Việt Nam Cộng hòa. Ông được anh trai giao làm cố vấn Trung phần, phụ trách cao nguyên Trung phần và khu vực duyên hải trải dài từ Phan Thiết ở phía nam đến biên giới Vĩ tuyến 17 ở phía bắc, đồng thời giữ cương vị chủ tịch Phong trào Cách mạng Quốc gia thuộc Đảng Cần lao Nhân vị trong khu vực. Đặt tổng hành dinh tại cố đô Huế, Ngô Đình Cẩn điều hành quân đội và mật vụ kiểm soát khu vực do mình phụ trách. Trong thời gian cầm quyền, ông cai trị miền Trung như một bạo chúa – ông tổ chức trấn áp, vây bắt những người cộng sản, người bất đồng chính kiến hoặc có tư thù cá nhân với mình. Chính vì điều này, ông Cẩn được xem là người tàn độc nhất trong số các anh em nhà họ Ngô, được người đời mệnh danh là "bạo chúa miền Trung".
Thời còn trẻ, Ngô Đình Cẩn là một người ủng hộ tư tưởng của nhà cách mạng Phan Bội Châu. Cuối những năm 1940 và đầu những năm 1950, vào thời điểm mà nhiều phe nhóm trong nước cũng như các thế lực quốc tế đang cố gắng giành quyền kiểm soát Việt Nam, ông đã tìm cách thu hút sự ủng hộ của quần chúng dành cho ông Diệm. Sau khi hoàn tất loại bỏ các phe dân tộc chủ nghĩa đối lập ở miền Trung, Ngô Đình Cẩn đã trở thành "lãnh chúa" khu vực sau khi ông Diệm trở thành tổng thống của nửa phía nam nước Việt Nam chia cắt vào năm 1955. Trong thời gian nắm quyền, ông Cẩn nổi tiếng không chỉ vì cai trị miền Trung bằng một bàn tay sắt, mà còn được biết đến là có tham gia thực hiện các phi vụ buôn lậu và tham nhũng. Các hoạt động chống Cộng và trị an của ông tỏ rõ sự hiệu quả khi lực lượng Mặt trận Dân tộc Giải phóng Miền Nam Việt Nam ở miền Trung yếu hơn hẳn so với các vùng khác. Vì vậy nên Lực lượng Dân vệ của ông được các quan chức Mỹ ở miền Trung khi đó đánh giá là lực lượng chống Cộng hiệu quả.
Ảnh hưởng của Ngô Đình Cẩn bắt đầu suy yếu đi sau khi anh trai của ông là Ngô Đình Thục được Tòa Thánh bổ nhiệm làm Tổng giám mục Tổng giáo phận Công giáo Huế. Sau khi nhậm chức, ông Thục tích cực truyền bá đức tin Công giáo, dẫn đến việc cấm treo cờ Phật giáo trong ngày lễ Phật Đản kỷ niệm ngày sinh của Phật Thích-ca Mâu-ni. Lực lượng quân đội tư nhân dưới trướng Ngô Đình Cẩn đã nã súng vào đám đông phản đối lệnh cấm để trấn áp khiến 9 người chết, góp phần kích động Biến cố Phật giáo năm 1963. Để đối phó mức độ của các cuộc biểu tình đang leo thang từng ngày, Chính phủ Việt Nam Cộng hòa đã buộc phải tiến hành trấn áp với mức độ tàn bạo ngày càng tăng. Mong muốn chấm dứt khủng hoảng và thiết lập lại trật tự, một nhóm tướng lĩnh quân đội dưới sự giúp đỡ của chính quyền Mỹ đã tiến hành đảo chính lật đổ và hành quyết Tổng thống Diệm cùng cố vấn Ngô Đình Nhu vào đầu tháng 11 năm 1963. Ngô Đình Cẩn ban đầu được Bộ Ngoại giao Hoa Kỳ đề nghị cho phép tị nạn, nhưng đại sứ Henry Cabot Lodge Jr. sau đó đã yêu cầu nhân viên CIA Lucien Conein bắt giam ông Cẩn ở thủ đô Sài Gòn. Sau khi được bàn giao cho quân đội, ông bị tòa án chính phủ quân quản dưới trướng Dương Văn Minh kết án tử hình, y án và xử bắn vào tháng 5 năm 1964.

## Thời thơ ấu

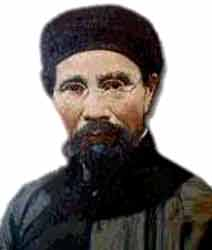
Thời còn trẻ, Ngô Đình Cẩn là người tôn sùng chí sĩ chống Pháp nổi tiếng Phan Bội Châu (ảnh)

Ngô Đình Cẩn là người con áp út trong một gia đình có 9 anh chị em và trong số 6 người con trai thì ông là người con thứ 5. Mẹ ông là bà Phạm Thị Thân, cha ông Ngô Đình Khả là một quan đại thần trong triều đình vua Thành Thái dưới thời Pháp thuộc. Ông sinh ra vào năm 1910 hoặc 1911 tại họ đạo Phủ Cam, Huế và có tên thánh là Gioan Baotixita (Jean Baptiste). Dù không phải là con út nhưng cái tên "Cậu Ụt" hay "Cậu Út" là tên tục của Ngô Đình Cẩn khi còn nhỏ.
Phản đối việc chính quyền Pháp truất ngôi và lưu đày vua Thành Thái, Ngô Đình Khả từ quan về nhà làm ruộng. Sau khi cha mất, anh cả và anh thứ ba của Ngô Đình Cẩn đều lần lượt ra làm quan lớn. Anh cả Ngô Đình Khôi được bổ nhiệm làm Tổng đốc Nam Nghĩa trong khi người anh thứ ba Ngô Đình Diệm được bổ nhiệm làm tỉnh trưởng tỉnh Bình Thuận trước khi trở thành thượng thư trẻ nhất trong triều đình nhà Nguyễn vào năm 1933. Do bất mãn trước sự cai trị của Pháp nên chỉ vài tháng sau khi được sắc phong làm thượng thư, ông Diệm nối gót cha từ quan trở về làm một thường dân, trong khi ông Khôi vẫn giữ chức cho tới khi Nhật vào Đông Dương mới về hưu, rồi bị Việt Minh ám sát năm 1945. Người anh thứ hai, Phêrô Máctinô Ngô Đình Thục, về sau được bổ nhiệm làm Tổng giám mục Tổng Giáo phận Huế. Anh trai thứ tư, Ngô Đình Nhu, là cố vấn chính trị và đồng thời là nhà chiến lược chính trị của chính quyền tổng thống Diệm. Em trai út Ngô Đình Luyện trở thành một nhà ngoại giao sau khi gia đình họ Ngô thâu tóm nền chính trị miền Nam. Trong số sáu người anh em trai, chỉ có ông Thục và ông Luyện là tránh khỏi bị hành quyết hoặc ám sát trong các biến động chính trị tại Việt Nam.
Thông tin chi tiết về cuộc sống đầu đời của Ngô Đình Cẩn là không nhiều. Thời trẻ, ông nghiên cứu các tác phẩm và bình luận của nhà yêu nước Phan Bội Châu. Được xem là là nhà cách mạng hàng đầu Việt Nam lúc bấy giờ, Phan Bội Châu bị chính quyền thuộc địa Pháp bắt giữ và bị kết án tử hình trước khi được giảm án xuống quản thúc tại gia. Ông được người Pháp đưa về an trí tại Bến Ngự, Huế, và sống nốt quãng đời còn lại tại mảnh đất này. Ngô Đình Cẩn thường ghé qua con xuồng ba lá của Phan Bội Châu trên dòng sông Hương, khi đến mang theo đồ ăn làm lễ vật để được nghe "Ông già Bến Ngự" luận bàn về chính trị. Được xem là người ít học nhất trong gia đình, Ngô Đình Cẩn chưa bao giờ rời khỏi Việt Nam và là người duy nhất trong số mấy anh em không theo học tại một cơ sở giáo dục do người châu Âu điều hành. Trong khi các anh em đều ra làm quan hoặc du học ở nước ngoài, ông vẫn giành phần lớn thời gian ở nhà chăm sóc mẹ già, nên dù không phải là con trưởng nhưng ông vẫn được hưởng tập ấm, thừa hưởng hương hỏa của cha mẹ.
Việt Nam rơi vào tình trạng hỗn loạn sau khi Nhật Bản xâm lược và thay thế chính quyền thuộc địa của Pháp trong trong Thế chiến thứ hai. Khi chiến tranh kết thúc, người Nhật đầu hàng quân Đồng Minh và buộc phải rút lui về nước trong khi nước Pháp do bị suy yếu nghiêm trọng bởi bất ổn chính trị dưới chế độ Vichy nên không thể thiết lập kiểm soát ở Đông Dương. Vào lúc này, Mặt trận Việt Minh của Hồ Chí Minh giành được chính quyền và tuyên bố độc lập với tên gọi Việt Nam Dân chủ Cộng hòa, đã đụng độ vũ trang với người Pháp cũng như các nhóm dân tộc chủ nghĩa Việt Nam khác để giành quyền kiểm soát đất nước. Trong thời gian này, Ngô Đình Cẩn đã tổ chức một cơ sở hỗ trợ bí mật cho ông Diệm ở miền Trung. Ngô Đình Diệm lúc bấy giờ là một trong số rất nhiều người theo chủ nghĩa dân tộc đang cố gắng giành quyền lãnh đạo quốc gia và đã trải qua hơn một thập kỷ sống ẩn dật, không màng tới chuyện chính sự. Ngô Đình Cẩn góp công lớn giúp anh trai loại bỏ các nhóm dân tộc chủ nghĩa chống cộng khác, bao gồm Việt Nam Quốc dân Đảng và Đại Việt Quốc dân Đảng, là những phe nhóm cạnh tranh trực tiếp với ông Diệm nhằm thu hút sự ủng hộ của quần chúng. Ngày 23 tháng 10 năm 1955, Ngô Đình Diệm lật đổ Quốc trưởng Bảo Đại trong một cuộc trưng cầu dân ý đầy gian lận do Ngô Đình Nhu tổ chức. Ba ngày sau, ông Diệm tự xưng là Tổng thống của chính thể mới Việt Nam Cộng hòa.
Người của Ngô Đình Cẩn thu hút dân chúng bỏ phiếu cho ông Diệm. Những người không tuân theo thường bị truy đuổi gắt gao, đánh đập, hành hạ bằng cách đổ nước sốt tiêu hoặc nước vào mũi. Những hành vi bạo lực này đặc biệt rõ ràng tại những khu vực thuộc thẩm quyền của ông Cẩn, nhất là tại Huế, nơi lòng người vẫn còn hướng về cựu hoàng đế Bảo Đại và nhà Nguyễn. Trong vòng một tuần trước khi cuộc bỏ phiếu diễn ra, ông đã ra lệnh cho cảnh sát bắt giữ 1.200 người vì lý do chính trị. Tại Hội An, một số người đã bị giết trong cuộc bạo động diễn ra vào ngày bầu cử.

## Cai trị

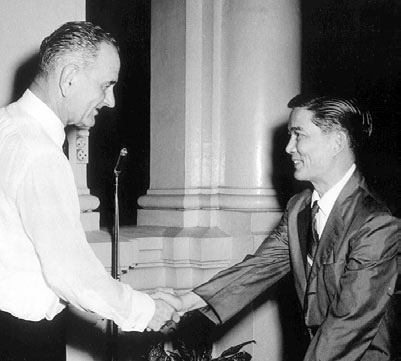
Ngô Đình Nhu (phải) bắt tay với Phó Tổng thống Hoa Kỳ Lyndon B. Johnson

Trong thời Đệ nhất Cộng hòa, các thành viên gia đình họ Ngô nắm hết mọi thực quyền trong tay do đó chế độ của ông Diệm bị cho là chế độ gia đình trị. Về phần mình, Ngô Đình Cẩn tuy không có vị trí chính thức trong chính phủ, nhưng nắm rất nhiều quyền lực tại Trung phần và được mệnh danh là "Lãnh chúa miền Trung". Ông Cẩn sở hữu quyền lực gần như vô hạn trong vùng, cùng ông Diệm và ông Nhu nắm quyền sinh sát tại miền Nam và thường can thiệp vào các chiến dịch đàn áp Việt Cộng đậm chất "phong kiến" của quân đội. Bộ máy cai trị của ông Cẩn tại Huế khi đó được xem như một "triều đình thứ hai" sau Sài Gòn. Robert Scigliano, một nhà báo và một học giả từ Nhóm Cố vấn Việt Nam của Đại học Bang Michigan (MSUG), nhận định rằng ông Cẩn cùng vợ chồng ông bà Nhu và ông Thục đã tạo thành "một tầng lớp tinh hoa đứng ngoài vòng pháp luật, cùng với [ông] Diệm quyết định vận mệnh của [đất nước] Việt Nam." Tất cả bộ máy và sự hoạt động ở khu vực Trung phần đều nằm ngoài tầm kiểm soát của Sài Gòn và Cố vấn chính trị Ngô Đình Nhu, do đó ông Cẩn đôi khi phủ quyết các quan chức được chính phủ ở Sài Gòn bổ nhiệm về khu vực do ông quản lý.
Ngô Đình Cẩn sở hữu trong tay quân đội, cảnh sát và mật vụ riêng. Nổi tiếng nhất trong số những lực lượng dưới trướng của Ngô Đình Cẩn là cơ quan tình báo, phản gián Đoàn Công tác Đặc biệt Miền Trung, chuyên thực hiện các nhiệm vụ thu thập thông tin phục vụ cho công việc truy lùng, tiêu diệt Việt Cộng, nhưng đồng thời cũng bắt giam, thủ tiêu các đối thủ chính trị chống cộng khác. Ngoài ra, ông Cẩn bị cáo buộc là đã tích lũy được khối tài sản lớn thông qua các hành vi tham nhũng, chẳng hạn như ăn hối lộ từ các doanh nhân, cho phép những người này nhận hợp đồng viện trợ nước ngoài từ chính phủ Hoa Kỳ của Dwight D. Eisenhower và John F. Kennedy. Ông yêu cầu giới doanh nhân phải trả một khoản phí cho Phong trào Cách mạng Quốc gia của Đảng Cần lao Nhân vị, đổi lại họ sẽ được phê chuẩn giấy phép nhập khẩu và đơn xin nhận viện trợ nước ngoài. Ngoài việc giành được độc quyền buôn bán quế tại miền Nam, ông Cẩn được nhiều người cho là đã bán gạo ra miền Bắc thông qua thị trường chợ đen, cũng như tổ chức buôn lậu thuốc phiện khắp châu Á qua đường Lào.

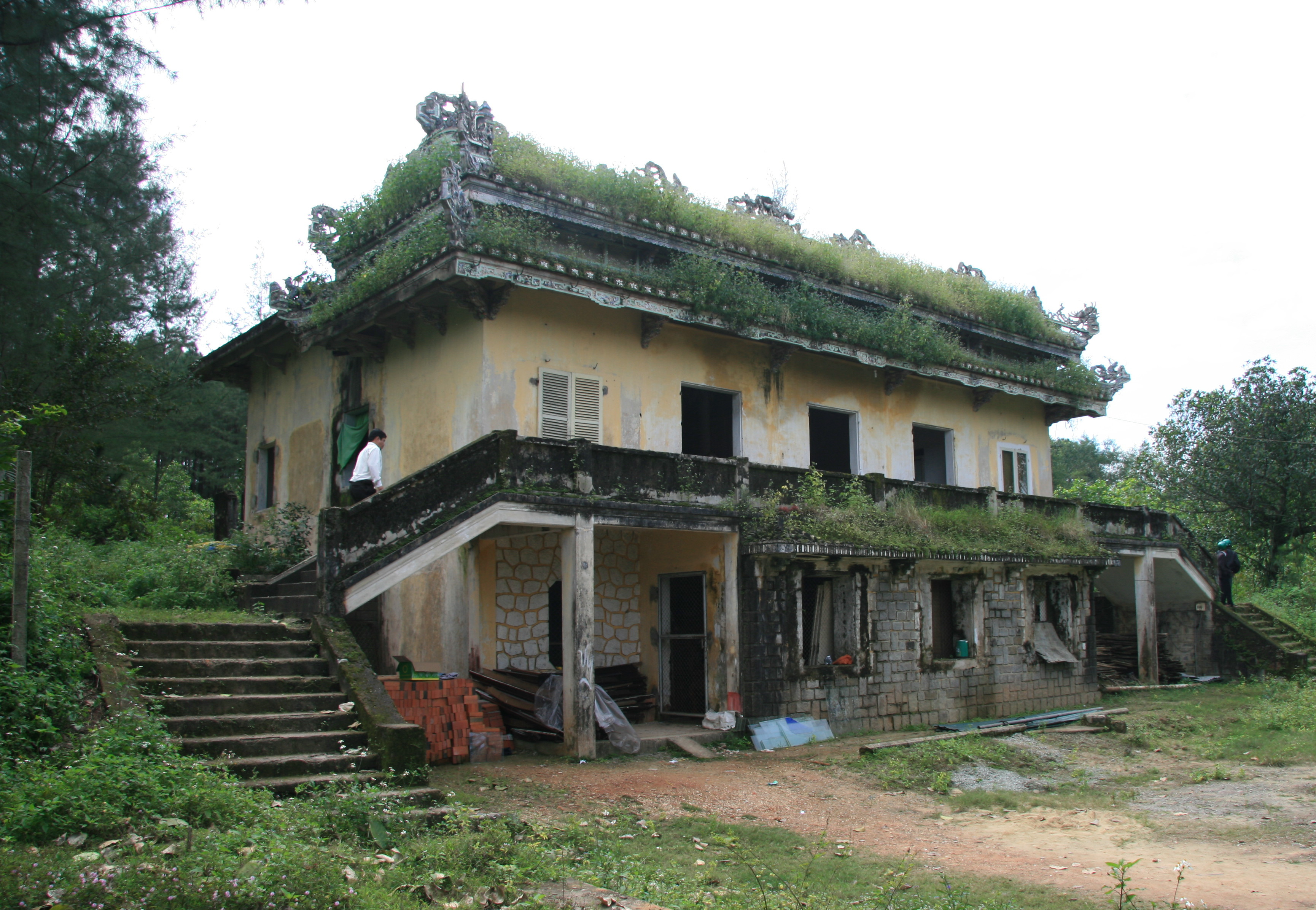
Chứng tích khu biệt thự của Ngô Đình Cẩn ở ấp Ngũ Tây, Thủy An, thành phố Huế

Ông thường xung đột với các anh của mình về các vấn đề nội bộ, đặc biệt là với ông Ngô Đình Nhu, cố vấn có ảnh hưởng nhất của ông Diệm, người đồng thời đang kiểm soát de facto phần phía nam của đất nước. Giữa hai anh em thường xảy ra tranh chấp trong những vấn đề liên quan đến các gói viện trợ của Hoa Kỳ và việc buôn bán gạo, nhưng không can thiệp vào các vấn đề trong lãnh thổ thuộc thẩm quyền của người còn lại. Ông Cẩn từng cho ông Diệm xem một danh sách dài những đối thủ chính trị bị mình bắt giam, mong muốn mở văn phòng cho cảnh sát mật của mình ở Sài Gòn. Tuy nhiên ông Cẩn không đồng ý để mật vụ của mình phải báo cáo lên ty cảnh sát thủ đô vì cho rằng hàng ngũ cảnh sát đã đầy rẫy cộng sản. Ông cho xây dựng các trại tra tấn và cải tạo, đàn áp dã man những người bất đồng chính kiến. So sánh với các anh trai, Scigliano nói rằng ông Cẩn "cũng được coi là thành viên nghiêm khắc nhất, mà một số người sẽ gọi là man rợ [nhất], trong gia đình, ông cai trị lãnh địa của mình bằng một bàn tay hà khắc, đôi khi tàn nhẫn." Đề cập đến cách cai trị chuyên quyền của Ngô Đình Cẩn, một nhà phê bình người Việt Nam nói rằng, không giống như ông Diệm, ông Cẩn kiên định và khiến những thân cận không nghi ngờ gì về những gì ông muốn: "Họ không bối rối khi nói nước đôi về các lý tưởng và thể chế dân chủ." Khác với hình ảnh "anh chàng nhà quê bất tài, chân đi guốc gỗ, miệng nhai trầu" được báo chí gây dựng, thiếu tướng tình báo Phạm Xuân Ẩn lại cho rằng "Ngô Đình Cẩn là một người rất tài giỏi, nếu anh em Diệm-Nhu nghe lời Cẩn thì chưa chắc chế độ Ngô Đình Diệm đã sụp đổ lúc đó." Việc tạo ra một hệ thống có nhiều ưu đãi và răn đe được xác định một cách rõ ràng được xem là một lý do dẫn đến thành công của ông Cẩn.

## Chống Cộng
Bất chấp sự cai trị chuyên quyền và hà khắc của mình, Ngô Đình Cẩn vẫn được quan chức Hoa Kỳ tại Huế khen ngợi bởi thành tích trấn áp các cuộc nổi dậy của Việt Cộng. Khu vực Trung phần do ông cai trị yên bình hơn nhiều so với những vùng giáp ranh Sài Gòn và đồng bằng sông Cửu Long. Lúc bấy giờ, ông Ngô Đình Nhu ở miền Nam đang áp dụng chương trình Ấp Chiến lược trên phạm vi lớn, mục đích ngăn chặn cán bộ Việt Cộng tiếp cận người dân. Tại miền Trung, ông Cẩn thành lập lực lượng Dân vệ (Popular Force) làm giải pháp thay thế cho chương trình của ông Nhu ở miền Nam. Ông Cẩn cho rằng 1 phần 3 dân chúng vùng nông thôn có cảm tình với Việt Cộng, một con số đủ đáng kể để khiến chương trình Ấp Chiến lược không hiệu quả khi những người này có thể đe dọa những người dân khác từ ngay bên trong cộng đồng làng xã. Dân vệ đoàn của ông Cẩn là một nhóm tình nguyện viên đã trải qua quá trình huấn luyện nghiêm ngặt tương tự như chương trình Huấn luyện Tuyển mộ Thủy quân lục chiến Hoa Kỳ. Những ai vượt qua khóa đào tạo sẽ được đưa vào các đơn vị 150 người và được chỉ định sống và làm việc tại các làng quê vào ban ngày. Vào ban đêm, lực lượng này sẽ đi tuần quanh làng, sử dụng chiến thuật đánh nhanh rút gọn để đối phó với quân Cộng sản. Theo báo cáo của các quan chức Hoa Kỳ tại miền Trung Việt Nam, chương trình này đã thu hút được sự ủng hộ từ dân chúng vì các thành viên của Lực lượng Dân vệ không chỉ hòa nhập vào cuộc sống thường nhật của người dân mà còn mang lại cho họ cảm giác an toàn. Các đơn vị này sẽ được xem là hoàn thành nhiệm vụ sau 6 tháng triển khai và sẽ được luân chuyển đến những khu vực có nguy cơ bất ổn khác. Trái ngược với đánh giá tích cực của các quan chức Mỹ tại địa phương, giới chức Hoa Kỳ tại Washington, D.C. lại tỏ ra hoài nghi. Họ cho rằng lực lượng Dân vệ đoàn thực chất là công cụ để ông Cẩn đàn áp những tiếng nói bất đồng chính kiến.

## Khủng hoảng Phật giáo
Trong số bốn anh em nhà họ Ngô kiểm soát các vấn đề đối nội của Việt Nam (không bao gồm Ngô Đình Luyện), Ngô Đình Cẩn được đánh giá là người thế tục nhất. Sau khi ông Thục được Tòa Thánh Vatican bổ nhiệm làm Tổng giám mục Tổng giáo phận Huế, ông Cẩn dần dần đánh mất ảnh hưởng do ông Thục mạnh tay xóa mờ ranh giới giữa Giáo hội Công giáo và nhà nước. Đầu năm 1963, ông Nhu cử một phái viên từ Sài Gòn ra Huế bảo ông Cẩn nghỉ hưu rồi chuẩn bị mà lên đường sang Nhật. Tuy nhiên, bất ổn nhanh chóng bùng nổ trên khắp lãnh thổ Việt Nam Cộng hòa vào mùa hè năm 1963. Sau khi cờ Tòa Thánh được treo lên nhân dịp đại lễ mừng Ngân khánh, kỷ niệm 25 năm ngày tấn phong ông Thục làm Giám mục, thì cờ Phật giáo lại bị cấm treo tại lễ Phật Đản kỷ niệm ngày sinh của Phật Thích-Ca Mâu-Ni diễn ra 4 ngày sau đó, tức ngày 8 tháng 5. Bản thân ông Cẩn không kỳ thị Phật giáo, có mối quan hệ thân thích với giới lãnh đạo Phật giáo như Thượng toạ Thích Trí Quang. Tuy nhiên, tại ngày lễ Phật Đản và cấp dưới của ông Cẩn đã ra lệnh cho lực lượng chính phủ nã súng vào đám đông Phật tử không vũ trang biểu tình phản đối lệnh cấm khiến 9 người thiệt mạng. Ngô Đình Cẩn khi ấy tin rằng thế lực đứng sau vụ xả súng vào ngày 8 tháng 5 trên thực tế là Hoa Kỳ. Lúc bấy giờ, quốc gia này có mối quan hệ căng thẳng với Việt Nam Cộng hòa khiến ông tin rằng họ đang cố tình làm lung lay chế độ do gia đình họ Ngô nắm quyền.
Một sự cố tôn giáo đáng chú ý khác đã xảy ra không lâu sau đó tại lãnh địa của ông Cẩn. Người ta phát hiện một con cá chép to lớn bất thường bơi trong một cái ao nhỏ gần trung tâm Đà Nẵng. Các phật tử địa phương khi đó cho rằng con cá chép này là một Đệ tử của Đức Phật hóa kiếp mà thành. Khi các cuộc hành hương đến ao viếng cá chép trở nên thường xuyên và ngày càng mở rộng quy mô, giới chức địa phương dưới quyền ông Cẩn bắt đầu cảm thấy bất an. Các cơ quan thực thi pháp luật địa phương đã sử dụng nhiều cách, từ đánh mìn cho đến sử dụng súng máy bắn vào ao, nhưng tuyệt nhiên vẫn không giết được con cá. Để xử lý con cá chép gan lì này, họ đành phải mời Lực lượng Đặc biệt Việt Nam Cộng hòa do Đại tá Lê Quang Tung chỉ huy dưới quyền ông Nhu. Quân đội ném lựu đạn vào ao và cuối cùng cũng đã giết được con cá. Việc tổ chức tiêu diệt một con cá như vậy đã vô tình tạo ra tác động ngoài ý muốn khi những câu chuyện xung quanh con cá chép thần kỳ được giới báo chí trong nước lẫn quốc tế đưa tin. Lính nhảy dù Quân lực Việt Nam Cộng hòa (QLVNCH) đi cùng máy bay trực thăng sau khi hạ cánh xuống địa điểm này đã múc nước đổ đầy vào chai vì tin là nước trong ao có phép.

## Bị bắt giam

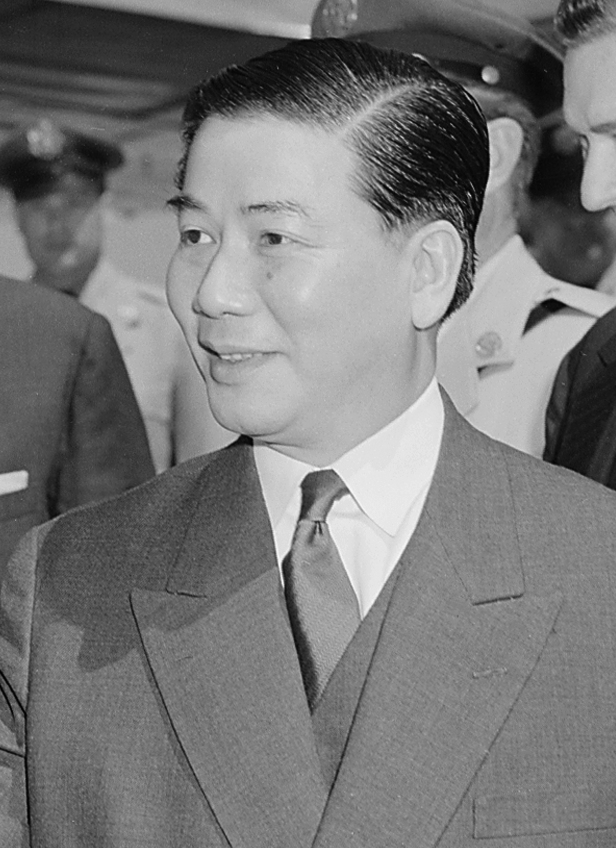
Anh trai ông Cẩn, Tổng thống Ngô Đình Diệm

Bị châm ngòi bởi các vụ giết người ở Huế trong ngày lễ Phật Đản, nên trong suốt mùa hè năm 1963, các tăng ni, phật tử trong nước đã tổ chức các cuộc biểu tình lớn trên phạm vi toàn quốc đòi bình đẳng tôn giáo, phản đối sự thiên vị tôn giáo của chính phủ Ngô Đình Diệm. Để đối phó với tình trạng hỗn loạn lúc bấy giờ, Ngô Đình Diệm đã điều động cảnh sát và quân đội có vũ trang đàn áp các cuộc biểu tình. Cảnh sát dùng lựu đạn cay, lựu đạn khói và chó nghiệp vụ giải tán đám đông khiến hàng trăm người bị thương. Chính phủ sau đó huy động lực lượng Đặc biệt của QLVNCH tổ chức các cuộc tấn công vào chùa chiền tại Sài Gòn và Huế, bắt giam trên nghìn người, hàng trăm người khác mất tích, được cho là đã bị giết.
Khi sự bất bình trong dân chúng ngày một dâng cao, một nhóm sĩ quan QLVNCH bao gồm Dương Văn Minh cùng một số tướng lĩnh khác đã lên kế hoạch và thực hiện một cuộc đảo chính do Hoa Kỳ hậu thuẫn vào tháng 11. Trong nhóm tướng lĩnh tham gia đảo chính có sự góp mặt của Tôn Thất Đính, một người vốn được cho là đứng đầu sổ về lòng trung thành với Tổng thống Diệm và là tâm phúc của ông Cẩn. Việc Tôn Thất Đính đổi phe làm nội gián cho nhóm đảo chính trong lúc vẫn được ông Diệm và ông Nhu tin tưởng được xem là bước ngoặt quyết định. Hai anh em bị lật đổ và hành quyết sau khi nhận ra một cách muộn màng sự phản bội của người mà mình tin tưởng.
Sau sự sụp đổ của gia đình họ Ngô, công chúng Nam Việt Nam đã gây áp lực lên phía Nhà Trắng ép họ cần có một đường lối cứng rắn để đối phó với ông Cẩn. Lúc này người ta phát hiện một mồ chôn tập thể chứa 200 cái xác trong đất của ông. Lãnh sự Hoa Kỳ tại Huế, John Helble, xác nhận sự tồn tại của các dãy ngục tối kiểu thế kỷ 18 với những phòng giam bẩn thỉu, tối tăm ở khu Chín Hầm. Nơi đây vốn được người Pháp xây làm kho chứa vật liệu, vũ khí. Sau sự kiện Nhật đảo chính Pháp, người Nhật thu gom toàn bộ vũ khí ở đây, khu Chín Hầm bị bỏ trống. Sau khi nắm quyền, ông Cẩn cho cải tạo các căn hầm này làm trại giam. Dù tướng Trần Văn Đôn đã khẳng định với người dân rằng khu phức hợp này đã có từ thời Pháp thuộc, nhưng họ vẫn coi ông Cẩn như một kẻ giết người hàng loạt. Vào ngày 4 tháng 11, hai ngày sau khi cuộc đảo chính kết thúc, hàng nghìn người dân giận dữ đã cuốc bộ ba cây số đến dinh thự của ông Cẩn tọa lạc ở vùng ngoại ô phía nam của Huế, nơi ông đang sống với người mẹ già, để đòi báo thù. Chính quyền quân sự dùng dây thép gai và xe bọc thép bao vây khuôn viên nhà, dự đoán rằng dân chúng sẽ nổi loạn và tấn công ông Cẩn. Tuy nhiên, lúc này ông Cẩn đã chạy vào ẩn náu trong nhà thờ Dòng Chúa Cứu Thế và đang cân nhắc việc xin người Mỹ cho phép tị nạn chính trị. Bộ Ngoại giao Hoa Kỳ lúc bấy giờ đang đứng trước tình huống tiến thoái lưỡng nan vì che chở cho ông Cẩn đồng nghĩa rằng họ đang bảo vệ một chế độ độc tài thối nát đã tra tấn và giết hại hàng trăm ngàn dân thường, còn nếu để cho đám đông căm phẫn tấn công ông Cẩn thì sẽ khiến danh tiếng của chính quyền quân sự mới do Hoa Kỳ hậu thuẫn bị tổn hại. Bộ Ngoại giao Hoa Kỳ khi đó đã ra chỉ thị:
"Ngô Đình Cẩn cần được cấp quyền tị nạn nếu ông ta gặp nguy hiểm về mặt thể chất từ bất kỳ phía nào. Nếu [ông ta] được cấp quyền tị nạn, [hãy] giải thích cho chính quyền Huế [hiểu] rằng bạo lực sẽ làm tổn hại đến uy tín của chế độ mới trên trường quốc tế. Cũng xin nhắc lại với họ rằng Hoa Kỳ từng có hành động tương tự để bảo vệ Thích Trí Quang khỏi chính quyền ông Diệm và trường hợp ông Cẩn lần này cũng tương tự như vậy."
Tòa Bạch Ốc gửi điện tín đến Đại sứ quán Hoa Kỳ ở Sài Gòn vào ngày 4 tháng 11 đồng ý di tản mẹ con ông Cẩn. Tướng Đỗ Cao Trí, Tư lệnh Quân đoàn I của QLVNCH, người từng tham gia đàn áp Phật tử ở Huế, có nói riêng với ông Cẩn rằng chính quyền sẽ cho phép ông rời khỏi Việt Nam an toàn. Vào ngày 5 tháng 11, ông Cẩn đến lãnh sự quán Hoa Kỳ tại Huế cùng một chiếc vali chứa đầy đô la Mỹ. Cũng trong sáng ngày hôm đó, tướng Trí được lệnh của Hội Đồng Quân Nhân Cách Mạng đưa hai mẹ con ông Cẩn về Sài Gòn. Tướng Trí chỉ hứa với ông Cẩn rằng hai người sẽ an toàn lên một máy bay Mỹ vào Sài Gòn, tại đó quan chức sứ quán sẽ tiếp đón ông. Trên chuyến bay vào nam, ông Cẩn được tháp tùng bởi bốn người Mỹ: một phó lãnh sự, hai quân cảnh và một trung tá. Ông Cẩn lúc bấy giờ đã có ý định xin được tị nạn ở Nhật Bản.
Tuy nhiên, Đại sứ Hoa Kỳ Henry Cabot Lodge, Jr. lại có phương án khác. Nguyên trước đó, khi biết tin Ngô Đình Cẩn đang tị nạn tại Lãnh sự quán Hoa Kỳ, tướng Đỗ Cao Trí đến Tòa lãnh sự Mỹ cảnh báo cơ quan này đừng chứa chấp ông Cẩn vì nếu dân chúng Huế tràn vào phá Tòa lãnh sự và hành hung ông Cẩn thì không có lực lượng nào giữ được an ninh. Tòa lãnh sự Mỹ quyết định trao trả Ngô Đình Cẩn cho quân lực Việt Nam Cộng hòa. Chính vì vậy, thay vì cử các quan chức sứ quán đến sân bay Tân Sơn Nhứt tiếp đón mẹ con ông Cẩn, Lodge đã cử nhân viên CIA Lucien Conein, người trước đó đã hỗ trợ nhóm tướng lĩnh lập kế hoạch đảo chính ông Diệm. Conein đón bắt ông Cẩn ngay tại sân bay và giao cho lực lượng đảo chính giam giữ tại khám đường Chí Hòa. Đại sứ Lodge nói rằng Tướng Đôn đã hứa sẽ xử lý ông Cẩn "về mặt pháp lý và tư pháp". Ông báo với Washington rằng Hoa Kỳ không cần phải cấp phép tị nạn cho ông Cẩn nữa, nói rằng: "Đối với tôi, dường như lý do chúng ta cho ông ta tị nạn không còn tồn tại". Ông cũng nhấn mạnh rằng Hoa Kỳ không thể can thiệp vào các vấn đề liên quan tới tư pháp, vì ông Cẩn "chắc chắn là một nhân vật đáng trách, một người xứng với tất cả sự ghê tởm mà ông ta hiện đang phải nhận". Lodge lý luận rằng vì nếu Cẩn không bị giết, việc bảo vệ ông sẽ tạo ấn tượng rằng Hoa Kỳ ủng hộ các hoạt động đi ngược với luật pháp của ông. Đại sứ Lodge từng kể lại rằng Quốc trưởng Dương Văn Minh khi đó từng đảm bảo rằng ông Cẩn sẽ nhận được sự khoan hồng ngay cả khi bị kết án tử hình. Tuy nhiên, lời nói này mâu thuẫn với Conein khi ông này khẳng định rằng lực lượng QLVNCH muốn ông Cẩn phải chết.
Trong vụ xét xử, ông Cẩn đã phải đối mặt với những điều bất lợi ngay từ đầu, khi hàng ngàn tù nhân chính trị được thả ra thay nhau tường thuật những câu chuyện về các vụ tra tấn dưới bàn tay của anh em nhà họ Ngô.

## Xét xử và xử tử
Có tin cho rằng tướng Nguyễn Khánh, người tham gia lật đổ ông Dương Văn Minh trong cuộc đảo chính tháng Giêng năm 1964, đề nghị cho Ngô Đình Cẩn ra nước ngoài sống lưu vong với điều kiện ông Cẩn phải chuyển tiền vào tài khoản ngân hàng của mình ở Thụy Sĩ. Ông Cẩn phản đối đề nghị này, nói rằng mình không có tiền. Trong cuốn hồi ký của mình, Trần Văn Đôn cho rằng trước sau gì ông Khánh cũng sẽ xử tử ông Cẩn, vì ông Cẩn nắm trong tay thông tin về sự tham nhũng của các tướng lĩnh tham gia đảo chính. Dưới thời Tổng thống Ngô Đình Diệm, Nguyễn Khánh chỉ huy Quân đoàn II QLVNCH hoạt động ở Tây Nguyên dưới sự giám sát của Ngô Đình Cẩn. Mặc dù đã giúp bắt ông Cẩn nhưng Đại sứ Lodge khuyên Tướng Khánh nên tự kiềm chế và nhẹ tay với bản án vì sợ gây ra làn sóng phản đối trong giáo dân cũng như làm đảo lộn dư luận quốc tế với án tử hình.
Bản thân ông Cẩn đã phải đối mặt với các cáo buộc đến từ các nhân chứng tự coi mình là nạn nhân của chế độ Ngô Đình Diệm. Trong phiên tòa xét xử, hòa thượng Thích Trí Quang cùng các nguyên đơn khác kiên quyết bác bỏ bản án khoan hồng, vận động đòi án tử cho ông Cẩn. Lý do mà những người này đưa ra đó chính là nếu ông Cẩn còn sống, trước sau gì cũng có cơ hội phục hồi quyền lực vì gia đình họ Ngô có rất nhiều người ủng hộ. Ban đầu Đại sứ Lodge chỉ trích việc Thích Trí Quang vận động đòi xử tử Ngô Đình Cẩn. Trong một cuộc gặp gỡ với Lodge vào đầu tháng 4 năm 1964, Thượng tọa Thích Trí Quang cảnh báo rằng cuộc chiến chống cộng và hậu thuẫn của Phật giáo dành cho Washington sẽ bị suy giảm nếu người Mỹ không ủng hộ một bản án đủ cứng rắn cho ông Cẩn. Vào ngày ngày 22 tháng 4 năm 1964, ông Ngô Đình Cẩn bị Tòa án Cách mạng tuyên án tử hình. Ít ngày sau, ông Cẩn đệ đơn lên Quốc trưởng Dương Văn Minh xin ân xá. Rồi Tổng giám mục Phaolô Nguyễn Văn Bình cũng gửi một lá thư tới Dương Văn Minh xin ân xá với lý do là ông Cẩn đang bị bệnh rất nặng, không còn sống được bao lâu cho nên không cần thiết phải hành quyết. Điều này một lần nữa đặt ông Minh vào vị trí nắm giữ quyền sinh sát một thành viên gia đình họ Ngô, vì trước đó chính ông là người trực tiếp ra lệnh cho cận vệ Nguyễn Văn Nhung giết chết Ngô Đình Diệm và Ngô Đình Nhu trong cuộc đảo chính.
Trong quá trình diễn ra phiên tòa, bệnh tiểu đường của ông Cẩn ngày càng trở nên trầm trọng còn mẹ già của ông cũng qua đời. Vào ngày 9 tháng 5 năm 1964, do sức khỏe quá yếu và không thể tự đi một mình, ông được cáng vào sân trong nhà tù, được hai người lính canh và hai linh mục Công giáo hỗ trợ để đứng thẳng bên cột. Ông từ chối bịt mắt, bày tỏ muốn được nhìn tận mắt cuộc hành quyết của mình. Đề nghị của ông bị từ chối và ông đã bị xử bắn trước sự chứng kiến của khoảng 200 người quan sát.
Đại sứ Lodge lên tiếng phủ nhận trách nhiệm của mình trong vụ án, tuyên bố rằng Hoa Kỳ đã làm tất cả những gì có thể để ngăn chặn vụ hành quyết xảy ra. Lodge từng tuyên bố cho phép ông Cẩn tị nạn tại Đại sứ quán Hoa Kỳ, nhưng thực ra chính Lodge là người ra lệnh cho sĩ quan Conein chặn bắt ông Cẩn tại Tân Sơn Nhứt. Linh mục Phaolô Cao Văn Luận, viện trưởng Viện Đại học Huế, người bị chính quyền Ngô Đình Diệm cách chức viện trưởng vì cho rằng ông không có biện pháp cứng rắn đối phó với sinh viên Phật giáo đấu tranh chống chế độ, đã yêu cầu Đại sứ Lodge không được xử tử Cẩn. Theo linh mục Luận, Lodge đã từng khẳng định với ông rằng vụ hành quyết sẽ không diễn ra.
Thi thể ông Cẩn được chôn tại nghĩa trang sân bay Tân Sơn Nhứt, về sau quy tụ về nghĩa trang Lái Thiêu (tỉnh Bình Dương), nằm chung với hai anh Ngô Đình Diệm, Ngô Đình Nhu và mẹ Phạm Thị Thân. Sau khi chết, số tài sản cá nhân của ông Cẩn đã được quyên góp cho các tổ chức từ thiện Công giáo thông qua các ngân hàng nước ngoài.